# Golem (film, 2000)
Pour plus de détails, voir Fiche technique et Distribution.
Golem est un film italien de Louis Nero sorti en 2000.

## Synopsis
Un des aspects les moins connus de la figure mythologique du Golem. L'automate traditionnel en argile se transforme en une créature faite des éléments : terre, eau, air et feu. Un voyage original dans le monde alchimique ésotérique de la Golem. Le film a été tourné dans le cadre nocturne des villes du triangle magique : Turin, Lyon et Prague.

## Fiche technique
- Titre : Golem
- Réalisation : Louis Nero
- Scénario : Louis Nero
- Photographie : Louis Nero
- Musique : Francesco Bertolami
- Durée : 104 minutes
- Date de sortie : 1er décembre 2000

## Autour du film
Le premier film du réalisateur Louis Nero a été entièrement tourné dans la nuit. Les prises de vues se déroulent à Turin, Prague et Lyon. La localisation choisi pour les lieux de tournage des trois villes ésotériques magiques du Triangle Magique. Certains endroits : Piazza Solferino et Piazza Statuto de Turin, le vieux cimetière juif de Prague et la Ruelle d'Or appelé La Voie des Alchimistes toujours à Prague.